# Microrégion de Bocaiúva
 (février 2025).
Si vous disposez d'ouvrages ou d'articles de référence ou si vous connaissez des sites web de qualité traitant du thème abordé ici, merci de compléter l'article en donnant les références utiles à sa vérifiabilité et en les liant à la section « Notes et références ».
La microrégion de Bocaiúva est l'une des sept microrégions qui subdivisent le Nord du Minas, dans l'État du Minas Gerais au Brésil.
Elle comporte 5 municipalités qui regroupaient 66 720 habitants en 2006 pour une superficie totale de 7 896 km2.

## Municipalités[1]
- Bocaiúva
- Engenheiro Navarro
- Francisco Dumont
- Guaraciama
- Olhos-d'Água